# Glacier Lillie
Le glacier Lillie est un important glacier de la chaîne Transantarctique, en Antarctique.
Il mesure 190 kilomètres de long et se poursuit par une langue de glace : la langue de glace Lillie.
La langue de glace du glacier est découverte par l'expédition Terra Nova (1910–1913), lorsque le navire Terra Nova explore cette zone de la côte en février 1911.
La glacier et sa langue de glace sont nommés par l'expédition pour Denis Gascoigne Lillie, biologiste sur le Terra Nova.